# Episcia cupreata
Espèce
Episcia cupreata est une espèce de plantes à fleurs de la famille des Gesnériacées.